# Palacio del Tribunal Supremo Federal de Brasil
El Palacio del Supremo Tribunal Federal, también conocido como Palacio STF, es el edificio construido para acoger el Supremo Tribunal Federal del Brasil. Fue concebido por el arquitecto Oscar Niemeyer, con proyecto estructural del ingeniero Joaquim Cardozo.
Hace parte del conjunto de la Plaza de los Tres Poderes, cuyas otras construcciones son el Palacio del Planalto y el Congresso Nacional del Brasil. El edificio fue considerado patrimonio histórico por el Instituto del Patrimonio Histórico y Artístico Nacional (IPHAN), en 2007, el año en que Niemeyer completó 100 años.

## Características Arquitectónicas
| Tipo             | Sede del Supremo Tribunal Federal |
| Estilo dominante | Arquitectura modernista brasileña |
| Arquitecto       | Oscar Niemeyer                    |
| Ingeniero        | Joaquim Cardozo                   |
| Geografía        |                                   |
| País             | Brasil                            |
| Ciudad           | Brasília                          |
| Lugar            | Plaza de los Tres Poderes         |

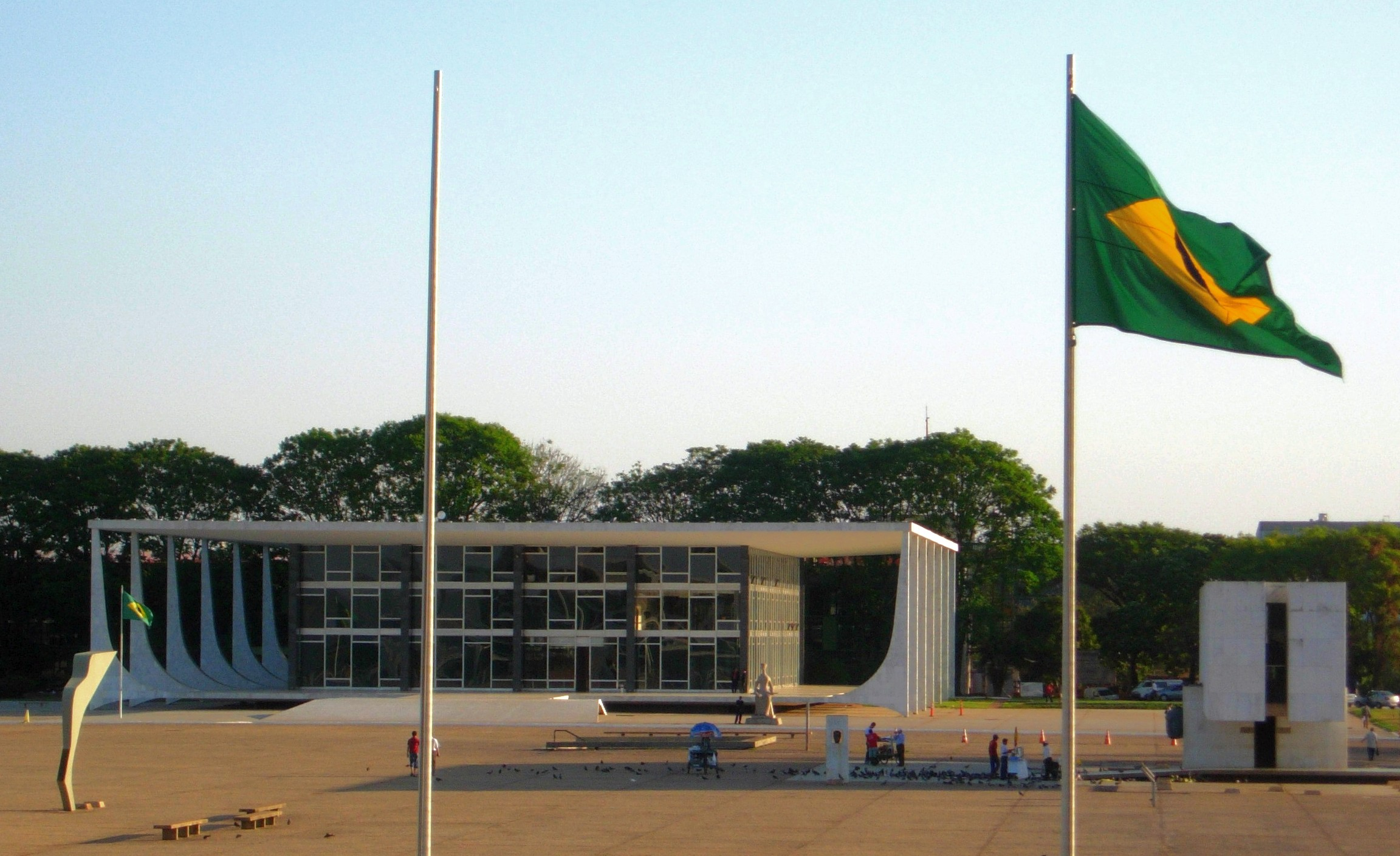
El Palacio del Supremo Tribunal Federal

El edificio es apoyado por las columnas laterales y está levemente desprendido del suelo, confiriendo leveza al conjunto. Los cálculos estructurales de Joaquim Cardoso le permitieron que las bases del edificio-sede del STF quedasen delgadas, solo tocando el suelo, al igual  que con otros palacios como la Catedral de Brasilia.  

| “ | La sencillez del proyecto y de las proporciones relativamente reducidas del edificio no impidieron que el diseño adoptado le confiriese las características de dignidad y nobleza reclamadas, características que las galerías externas acentuaban convenientemente. | ” |